# Ayako Sana
Ayako Sana (眞 恵子, Sana Ayako) est une ancienne joueuse de volley-ball japonaise née le 18 mai 1985 à Taitō. Elle mesure 1,80 m et jouait au poste de réceptionneuse-attaquante. Elle a mis un terme à sa carrière de volleyeuse professionnelle en juin 2014.

## Clubs
| Club                       | De        | À         |
| -------------------------- | --------- | --------- |
| Denso Airybees             | 2004-2005 | 2008-2009 |
| Toyota Auto Body Queenseis | 2009-2010 | 2013-2014 |

## Palmarès

### Clubs
- V Première Ligue
  - Finaliste : 2008.
- Tournoi de Kurowashiki
  - Vainqueur : 2008, 2014.

### Distinctions individuelles
- Championnat du monde de volley-ball féminin des moins de 18 ans 2001: Meilleure serveuse[1].